# コントレイル (ゲーム会社)
株式会社コントレイル（英: Contrail Inc.）は、かつて存在したゲームソフトの開発会社。

## 概要
ソニー・コンピュータエンタテインメント (SCEI; 現ソニー・インタラクティブエンタテインメント=SIE)の制作部門のひとつとして、PlayStation用ゲームのプロデュースを行っていたサテライトカンパニー。プレジデントは金子孝弘。
1997年10月14日、アーク・エンタテインメント（アークザラッドシリーズ）、シュガーアンドロケッツ（ポポロクロイス物語シリーズ）とともに、SCEIの100%子会社（いずれも社長は当時のSCEI副社長・佐藤明で、各チームのリーダーが取締役として就任）として法人化。
サテライトカンパニーとしてSCEI作品のプロデュースを手がけたが、2000年8月1日に行われたSCEIの人事・機構改革により本社に再合流した。

## 開発タイトル
- レガイア伝説（開発:プロキオン）
- ワイルドアームズシリーズ（開発:メディア・ビジョンエンタテインメント）
- タイニーバレット（開発:空想科学）
- リンダキューブ アゲイン（開発:マーズ、アルファシステム）
- 俺の屍を越えてゆけ（開発:マーズ、アルファシステム）
- アランドラシリーズ（開発:マトリックス）
- たまごDEパズル（開発:マトリックス）